# Zembla
Zembla è un personaggio di genere tarzanide ideato da Marcel Navarro pubblicato su diverse testate negli anni sessanta in Italia e in Francia.

## Storia editoriale
In Francia esordì sulla rivista Special Kiwi n. 15 edita dalla Editions Lug che poi ne proseguì la pubblicazione su una testata dedicata fino al 1994 per 479 numeri; in Italia venne pubblicato dalla casa editrice Astra di Cesare Solini dal 1963 al 1966 per 117 numeri.
Venne realizzata prevalentemente da autori italiani come lo stesso Solini affiancato nelle sceneggiature da Attilio Mazzanti e Maurizio Torelli mentre i disegni furono opera di Augusto Pedrazza, Pietro Gamba, Franco e Fausto Oneta; le copertine sono invece di Rèmy Bordelet, Alessandro Biffignandi, Sergio Tuis e Franco Oneta.

## Caratterizzazione del personaggio
Il personaggio venne ideato prendendo come riferimento un altro tarzanide del periodo, Akim, dal quale differisce sostanzialmente per i suoi lunghi capelli. Entrambi vennero creati dallo stesso disegnatore, Augusto Pedrazza.
Zembla è figlio di un francese, Paul Marais, un uomo d'affari costretto a fuggire nella giungla per sfuggire ai suoi nemici dopo alcuni affari andati male; il padre venne accolto da una tribù dove conobbe la principessa Ula, ricambiato. Si sposarono contro il volere del re e furono costretti a fuggire e infine vennero uccisi da un pretentdente di Ula, Thudor. Si salvò solo il figlio della coppia, Zembla, che venne allevato dai leoni. Riesce a comunicare con gli animali. Divenuto adulto fece amicizia con Ye-Ye e Rasmus, principali comprimari della serie; il primo è un giovane adolescente africano con un casco mentre il secondo, Rasmus, è un mago da circo simile a Mandrake. Ci sono anche degli animali, il leone Bwana il canguro, Petoulet e un gatto selvatico, Satanas , una bestia simile a burbero ma leale.